# Falco ardosiaceus
El cernícalo pizarroso o cernícalo gris (Falco ardosiaceus), es una especie de ave falconiforme de la familia Falconidae nativa de África.

## Descripción
Es un ave bastante pequeña y fornida, tiene entre 28 y 33 cm de largo, una envergadura de 58 a 72 cm y un peso de hasta 300 gramos. Tiene la parte superior de la cabeza plana y las alas muy cortas, que no llegan más allá de la punta de la cola cuando está en reposo. La hembra es más grande y más pesada que el macho. El plumaje del adulto es de color gris oscuro uniforme, con la punta de las alas más oscuras, con rayas débiles oscuras en el cuerpo y barradas en las plumas de vuelo. Las patas, el pico y la piel desnuda alrededor de los ojos son de color amarillo. La especie más similar es el Falco concolor que tiene una cabeza más redondeada, las alas que se extienden más allá de la cola y menos color amarillo alrededor de los ojos.
Las aves jóvenes son más oscuras que los adultos. Las aves jóvenes del Falco dickinsoni son similares, pero tienen la cola y la parte inferior de las alas más barradas.

## Hábitat y Distribución
Habita en las sabanas y bosques abiertos. Le favorecen las zonas con palmeras, sobre todo en áreas cerca al agua. A menudo se posa en las ramas expuestas, postes y cables.
Está muy extendido en África Occidental y Central, pero está ausente de las regiones densamente boscosas, incluidas las partes de la cuenca del Congo. Su gama se extiende al este de Etiopía y partes del oeste de Kenia y Tanzania. En el sur llega hasta el norte de Namibia y Zambia y algunas aves vagabundas han llegado hasta Malaui. En el oeste de África emigra hacia el norte en la temporada de lluvias y hacia el sur en la estación seca. El rango total abarca alrededor de 12 millones de km² por lo que está considerado preocupación menor por la UICN. No se conocen subespecies de esta ave.

## Comportamiento
Es un ave crepuscular más activa al amanecer y al atardecer. Por lo general caza desde un lugar alto, pero se vuela de vez en cuando. Se alimenta principalmente de insectos, lagartijas y pequeños mamíferos como murciélagos, también se alimenta de aves pequeñas, anfibios y gusanos. La presa es generalmente atrapada en el suelo. A veces se alimentan de nueces de la palma aceitera, es una de las pocas aves de presa que come vegetales.
La reproducción tiene lugar entre marzo y junio en el norte de su rango y de agosto a diciembre en el sur. Los huevos los ponen habitualmente en el nido de un ave martillo (Scopus umbretta). A veces los cernícalos utilizarán el nido de otro pájaro o un agujero en un árbol. La hembra pone de dos a cinco huevos de color blanco con manchas rojizas o marrón y se incuban durante 26 a 31 días. Los polluelos abandonan el nido después de 30 días de nacidos.